# Пивне морозиво
Пивне морозиво — вид морозива, який готують з використанням пива. Пивне морозиво, приготоване з темніших сортів пива, зазвичай має виразніший смак порівняно з тим, яке готують з легших сортів. Алкоголь у пиві іноді присутній у готовому морозиві, тоді як інші способи приготування передбачають варіння, в результаті якого алкоголь випаровується.

## Опис
Пивне морозиво готують з використанням типових інгредієнтів для морозива та пива. Різні смаки має морозиво залежно від того, який тип пива використовується. Наприклад, використання стауту може надати солодового та карамельного смаку, а використання пілснера, індійського пейл-елю та пейл-елю може надати гіркоти. Індійський пейл-ель також може надати солодового смаку. Пшеничне пиво та лагери також можуть бути інгредієнтами. Легше пиво, таке як лагери, не надає стільки смаку порівняно з темнішим пивом та пивом з більшою кількістю солоду та хмелю, які забезпечують більш виразний смак. 
Можуть використовувати різні додаткові інгредієнти, як це відбувається в інших видах морозива, такі як шоколад, вишні, карамель, пекан, зефір тощо. Приготування страви може включати настоювання пива в попередньо приготованим морозивом або виготовлення морозива з пивом з нуля.
Деякі магазини морозива у Сполучених Штатах готують та постачають пивне морозиво, і цю страву подавали на Великому американському фестивалі пива. У 2015 році компанія Ben & Jerry's у партнерстві з пивоварною компанією New Belgium Brewing Company створила два лімітованих випуски пивного морозива, приготованого з використанням New Belgium Brown Ale.

## Вміст алкоголю
Пивне морозиво іноді зберігає алкоголь, який присутній у пиві, а пивне морозиво, приготоване з пива з високим вмістом алкоголю за об'ємом, може не повністю замерзнути під час використання морозивниці.    